# Francesca Devoto
Francesca Devoto (Nuoro, 16 marzo 1912 – Nuoro, 11 novembre 1989) è stata una pittrice italiana.

## Biografia
Francesca Devoto nasce a Nuoro il 16 Marzo 1912 da Rosalia Caprino e da Enrico Devoto. Il padre, appartenente ad una famiglia cagliaritana proprietaria di alcuni negozi di tessuti, si era trasferito a Nuoro sul finire dell'Ottocento riuscendo a dar vita ad una serie di attività imprenditoriali. 
Dopo aver frequentato a Nuoro le scuole elementari, tra il 1922 e il 1923, Francesca Devoto viene mandata, come da tradizione, a Firenze presso il collegio delle suore del Sacro Cuore dove riceve una solida formazione improntata ai valori della cultura cattolica, alle discipline umanistiche e scientifiche.

Grazie all'appoggio della famiglia, viene seguita privatamente, al di fuori dell'orario scolastico, dall'artista fiorentina Nera Simi (1890 - 1987) da cui apprende lezioni di pittura.
Francesca Devoto continua la sua formazione artistica presso la scuola di Via Tripoli, diretta, dopo la morte del padre Filadelfo Simi (1849 -1923), dalla stessa Nerina.
Le lezioni, fondate sul disegno e sullo studio del vero, verranno frequentate oltre il termine degli studi superiori e saranno importanti per la maturazione artistica di Francesca Devoto che realizza a Firenze numerose opere raffiguranti paesaggi, interni, nature morte, ritratti a matita, carboncino e colori a olio.
Nel 1931 si trasferisce nella sua città natale, Nuoro, dove lavora nel luminoso studio di via Cavour, aperto verso le rocce del Monte Ortobene e i tetti delle vecchie case del rione.
Continua a tenersi in contatto con la sua insegnante, che ospiterà due volte in Sardegna e che seguirà, recandosi spesso a Firenze sino alla fine degli anni ‘50.
Francesca Devoto, si presenta al pubblico isolano partecipando alla VI Mostra del Sindacato Fascista di Belle Arti della Sardegna – la Primavera Sarda svoltasi a Nuoro nel 1935,  con 5 opere destando attenzione e ammirazione da parte degli artisti isolani.
Colpiscono per la grande espressività gli oli “Ritratto di vecchia” e “Donna olianese”, entrambi di ridotte dimensioni.
Nel 1936, a soli 24 anni, tiene la prima mostra personale presso la Galleria Palladino di Cagliari, esponendo 57 lavori tra ritratti, disegni, paesaggi e nature morte.
Essendo la prima volta di una pittrice nella galleria di via Manno viene accolta con curiosità e entusiasmo, da parte di chi già conosce il suo valore, apprezzato durante l'ultima sindacale svoltasi a Nuoro. 
L'anno dopo (1937) presenta numerosi lavori presso le “mostre personali” degli artisti nuoresi organizzate nei locali della Casa Guiso Gallisay.
Oltre alla Devoto, unica donna tra gli espositori, partecipano Giovanni Ciusa Romagna, Francesco Congiu Pes, Remo Branca, Pietro Mele e Pietro Collu.
Nello stesso anno partecipa, con un solo olio su tela, ad una collettiva, la VIII Mostra Interprovinciale Fascista Belle Arti nei locali del GUF di Sassari, insieme alla Devoto espongono diversi artisti attivi nel panorama isolano come Stanis Dessy, Eugenio Tavolara, Mario Delitala, Carmelo Floris, Felice Melis Marini, Giovanni Ciusa Romagna. 
In occasione della IX Mostra Sindacale Interprovinciale d'Arte, Francesca Devoto presenta al pubblico nuorese 5 lavori ad olio.
A questa sindacale sono presenti anche le personali di Pietro Antonio Manca e di Antonio Pirari.
Nel 1939 soggiorna per alcuni mesi ad Oliena, contemporaneamente con Giuseppe Biasi, dove esegue principalmente ritratti e scene di paese.
Espone a Cagliari, nello stesso anno, alla X Mostra Sindacale Interprovinciale, 6 lavori a olio fra cui ritratti, paesaggi e nature morte.
Nel 1940 partecipa alla II Mostra Campionaria di Iglesias e alla Mostra D'arte di giovani di Sardegna al GUF di Sassari.
Nel 1942 partecipa con 19 lavori rappresentanti paesaggi, ritratti, nature morte, alla Mostra dei Pittori Nuoresi, tenutasi nel Palazzo delle Corporazioni di Nuoro, organizzata dalla sezione provinciale dell'Istituto di Cultura Fascista e curata dallo scrittore Mario Ciusa Romagna.
Nel 1945 partecipa con 7 lavori a olio alla Prima Libera Esposizione Regionale d'Arte tenutasi a Cagliari presso la Galleria Comunale d'Arte. 
Francesca Devoto viene considerata l'autentica rivelazione dell'anno, premiata ex aequo con Carlo Contini e Libero Meledina.
Presso la Galleria L'Acquario di Sassari, nel 1948, tiene la terza ed ultima personale, con la presentazione di 45 lavori. 
Molti dei quadri presenti, di soggetto sardo, riscuotono un gran successo di critica. 
Nello stesso anno partecipa con un'opera, al Gran Premio Forte dei Marmi, una mostra nazionale di arti pittoriche e scultoree.
Nel 1949 partecipa con il lavoro ad olio “ La sposa”, alla Mostra d'Arte Moderna della Sardegna, presso le sale dell'Opera Bevilacqua La Masa di Venezia. 
Nello stesso anno le viene conferito, alla Mostra Regionale di Cagliari, uno dei tre premi da parte della giuria presieduta da Felice Melis Marini.
Nel 1950 Francesca Devoto abbandona lo studio di Via Cavour, in cui operava dal 1931, per trasferirsi in Via Ballero e poi in Piazza Italia, nel palazzo di proprietà della famiglia.

Nel suo studio ospita, oltre all'amico Giovanni Ciusa Romagna, Remo Branca, Pietro Antonio Manca, Bernandino Palazzi, Graziano Cadalanu, Antonio Ruju.
Si interessa anche al dibattito culturale nazionale e locale, seguito attraverso la visita a mostre e la lettura di testi e riviste come Ichnusa, diretta da Antonio Pigliaru.
Partecipa, presso la Galleria d'Arte Moderna di Roma, con l'olio La sposa alla Mostra d'Arte Moderna della Sardegna.
Nel 1951-52 espone alla VI Quadriennale d'Arte di Roma.
Nel 1952 Partecipa fuori concorso con 3 lavori a olio alla Mostra Regionale di Pittura Contemporanea, presso l'aula magna dell'Istituto Magistrale Statale S. Satta di Nuoro.
Nel 1953-54, nello stesso luogo, partecipa alla II e III Mostra delle Arti figurative, il cui preside Giovanni Ciusa Romagna cura i cataloghi e allestimenti.
Nel 1955 partecipa a Bastia, con 3 lavori ad olio, all'Exposition d'Art Contemporain Sarde, organizzata dall'associazione Artisti Sassaresi.
Nello stesso anno espone a Palermo 3 lavori a olio nella Mostra Artisti Sardi, organizzata dal Centro Didattico di Nuoro.
Nel 1956 partecipa con 10 lavori a olio alla Mostra Collettiva degli Artisti Nuoresi promossa dall'Ente provinciale del Turismo di Nuoro, curata da Graziano Cadalanu e Salvatore Pirisi.
È presente con 3 lavori ad olio alla IV Mostra Regionale delle Arti Figurative presso l'aula magna dell'Istituto Magistrale Statale S. Satta di Nuoro. 
Nel 1957 a Nuoro partecipa alla Biennale Nazionale di Pittura – Premio Sardegna, promossa dall'ente provinciale per il turismo.
Nel 1958 espone a Roma in occasione della Mostra degli artisti sardi presso il palazzo delle Esposizioni in Via Nazionale.
Nel 1959 partecipa con un lavoro ad olio e uno a carboncino alla II Biennale Nazionale di Pittura – Premio Sardegna a Nuoro, allestita da Salvatore Pirisi, in cui viene ricordato l'artista Giovanni Ciusa Romagna, scomparso alla fine del 1958.
Negli anni sessanta - settanta Francesca Devoto si allontana dalle manifestazioni ufficiali d'arte, limitandosi alla partecipazione a qualche mostra collettiva locale come la Rassegna Regionale Sarda di Arti figurative, organizzata in occasione delle Celebrazioni Deleddiane.
Esegue in solitudine ritratti a olio e carboncino, ma anche nature morte, soprattutto marine di Golfo Aranci, un paesino di pescatori frequentato della famiglia Devoto sin dagli anni ‘30. 
Nel 1982 partecipa a La pittura Sarda della prima metà del '900 attraverso le collezioni delle amministrazioni provinciali dell'Ente Provinciale per il Turismo e del Comune di Nuoro presso la Biblioteca Sebastiano Satta.
L'11 novembre 1989 Francesca Devoto muore a Nuoro, due anni dopo Nerina (detta Nera) Simi, scomparsa a Firenze nel 1987, con cui aveva sempre mantenuto i contatti.

## Mostre postume
- 1996 Nuoro, Mostra retrospettiva, Francesca Devoto, Galleria Comunale d'Arte
- 1999 Nuoro, 3 opere esposte, Museo Man
- 2004 Oliena, Oliena e Barbagia: personaggi e paesaggi, 8 opere esposte, Ex Mercato Civico
- 2005 Nuoro, DNA: Dal Novecento ad oggi, 5 opere esposte, Museo Man
- 2007 Oliena, Vedere, un '900 in colore e volume, un antico vestire in un percorso magico, 6 opere, esposte, Ex Collegio dei Gesuiti
- 2011 Cagliari, Collettiva artisti sardi del XX secolo: opere scelte da una collezione privata, Teatro Civico di Castello
- 2012 Nuoro,  DNA. La collezione, 2 opere esposte, Museo Man
- 2012 Cagliari, un'opera esposta, Galleria Capitol
- 2012 Gavoi, Feminas, figure femminili della collezione del Man, 3 opere esposte, Museo Casa Lai
- 2013 Nuoro, L'invenzione della Sardegna, Pittura dalle collezioni del MAN e del Mus'A| 1900 – 1950, 3 opere esposte, Museo Man
- 2013 Nuoro, Arte Sarda. Un itinerario del Novecento dalle collezioni private, 3 opere esposte, Tribu Spazio per le Arti
- 2013 Nuoro, Mostra Temporanea 3, 3 opere esposte, Museo Man
- 2014 Bosa, Feminas. Figure Femminili nell'arte sarda, 3 opere esposte, Museo Man

## Opere in musei e collezioni
Alcune delle sue opere sono conservate al Museo d'arte della provincia di Nuoro.

## Citazioni
« [...] La critica mi interessa e mi piace soprattutto quando è sincera e discussa. Resterei soltanto delusa se apprezzassero in me un risultato già definibile. Io sento che poco vi è di determinato nel mio lavoro; procedo un po' a tastoni cercando una via: la personalità.
Molti vedono la mia maggiore attrattiva nella figura. È certo lo studio che più mi appassiona ed interessa; d'altronde è il più difficile e non diverte e riposa come il "paesaggio", la "natura morta, ed il "bozzetto" dove provo una gioia sensibile del colore, dove posso più facilmente studiare il lavoro d'intonazione.»
« [...] la mia pittura prettamente spontanea e se qualche influenza ho subito è quella del luogo ove finora ho vissuto: la Toscana luminosa e serena. Ora spero improntarmi alla Sardegna, la terra mia rude e bellissima che più profondamente mi parla.»
« [...] fissando una grande carta geografica e puntando col dito un microscopico punto: Nuoro - qui sono nata e qui vivo - al centro del Mediterraneo, al centro di un'isola. Diventiamo tutti, un poco, il luogo dove siamo nati. È quindi difficile pensare ad altro paese dove trapiantarsi, ritrovando se stessi.»